# Prosopocera lactator
Prosopocera lactator es una especie de escarabajo longicornio del género Prosopocera, tribu Prosopocerini, familia Cerambycidae. Fue descrita científicamente por Fabricius en 1801.
Se distribuye por Angola, Benín, Botsuana, Costa de Marfil, Etiopía, Guinea, Kenia, Malaui, Malí, Mozambique, Níger, Nigeria, Uganda, República Centroafricana, República Democrática del Congo, República del Congo, República Sudafricana, Senegal, Sierra Leona, Somalia, Tanzania, Zambia y Zimbabue. Mide 21-40 milímetros de longitud. El período de vuelo ocurre en todos los meses del año excepto en septiembre.